# Kasteel Dijkstein
Het Kasteel Dijkstein is een voormalig kasteel in de tot de Antwerpse gemeente Sint-Katelijne-Waver behorende wijk Pasbrug-Nieuwendijk.
Het kasteeltje lag aan de Vrouwvliet en de Mechelsesteenweg en werd in 1837 vermeld als: Château de Dyksteyn. In 1893 kwam het kasteeltje aan de familie Degraux-Van Kiel en deze liet het kasteeltje in 1913 nog vergroten.
Tijdens de Tweede Wereldoorlog fungeerde het kasteeltje als onderduikadres voor werkweigeraars en militairen die terug naar Engeland wilden reizen. Ook werden Joodse kinderen via dit kasteeltje aan onderduikadressen geholpen. Op 11 mei 1944 werd het kasteel door oorlogsgeweld beschadigd.
Van 1945-1970 was het kasteel in gebruik bij de scouting en daarna stond het leeg en viel ten prooi aan verwaarlozing. In 1983 werd het gekocht door de familie Deridder. Toen werd het kasteeltje ingrijpend verbouwd tot een villa. Een aantal stijlelementen van het vroegere kasteeltje bleven behouden.